# 真相拼圖
《真相拼圖》（英語：The Caveman's Valentine）是一部2001年美國懸疑劇情片，改編自喬治·道斯·格林的1994年同名小說。電影由凱西·蘭蒙絲執導，格林編寫改編劇本，山繆·傑克森、科魯姆·費奧瑞和安潔紐·艾莉絲主演。劇情講述一名患有偏執型精神分裂症並住在公園山洞的男子開始追查殺害一名無家可歸男孩的兇手，意圖將對方繩之以法。電影2001年3月2日在美國有限上映。

## 演員
- 山繆·傑克森飾演羅穆盧斯·萊德貝特[4][5]
- 科魯姆·費奧瑞飾演大衛·萊彭勞布
- 安潔紐·艾莉絲飾演露露·萊德貝特警官
- 塔瑪拉·圖尼飾演希拉·萊德貝特
- 安·馬格努森飾演莫伊拉·萊彭勞布
- 安东尼·迈克尔·豪尔飾演巴布

2002年，塔瑪拉·圖尼獲提名獨立精神獎最佳女配角。

## 外部連結
- 互联网电影数据库（IMDb）上《真相拼圖》的资料（英文）
- AllMovie上《真相拼圖》的资料（英文）
- Box Office Mojo上《真相拼圖》的資料（英文）
- 爛番茄上《真相拼圖》的資料（英文）